# セドレツ納骨堂

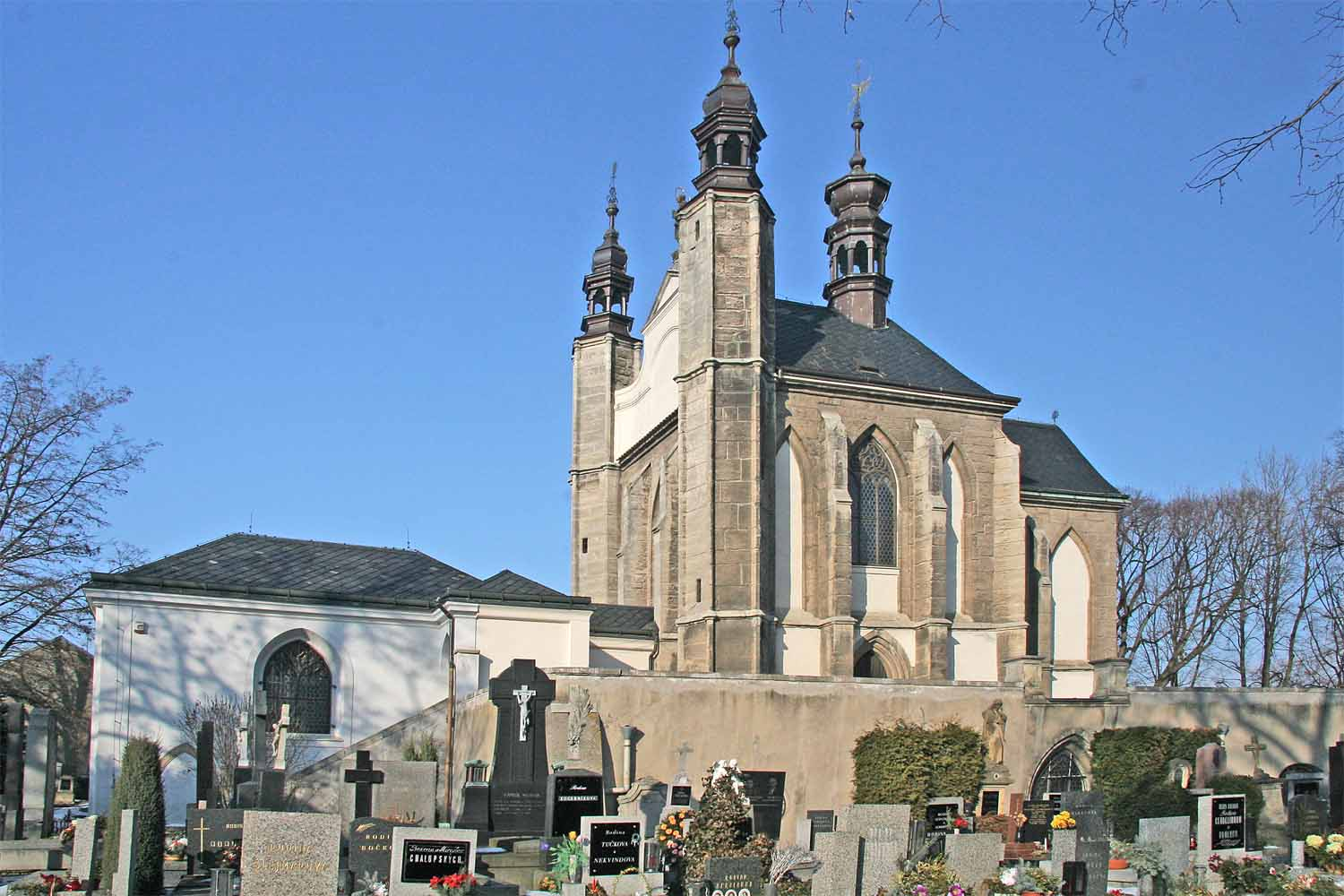
セドレツの全聖人教会 - 2003年にはカトリック教会の聖堂として14万人の訪問者を数えた。

セドレツ納骨堂（チェコ語：Kostnice Sedlec, コストニツェ・セドレツ）は、チェコの首都プラハから東に約70キロほどの町クトナー・ホラ近郊のセドレツにある納骨堂。セドレツ墓地内の全聖人教会地下にある。この教会と納骨堂は約4万人の人骨を保管し、そのうち約1万人分の人骨を用いて礼拝堂内の装飾をしていることで知られる。

## 歴史

### 修道院墓地

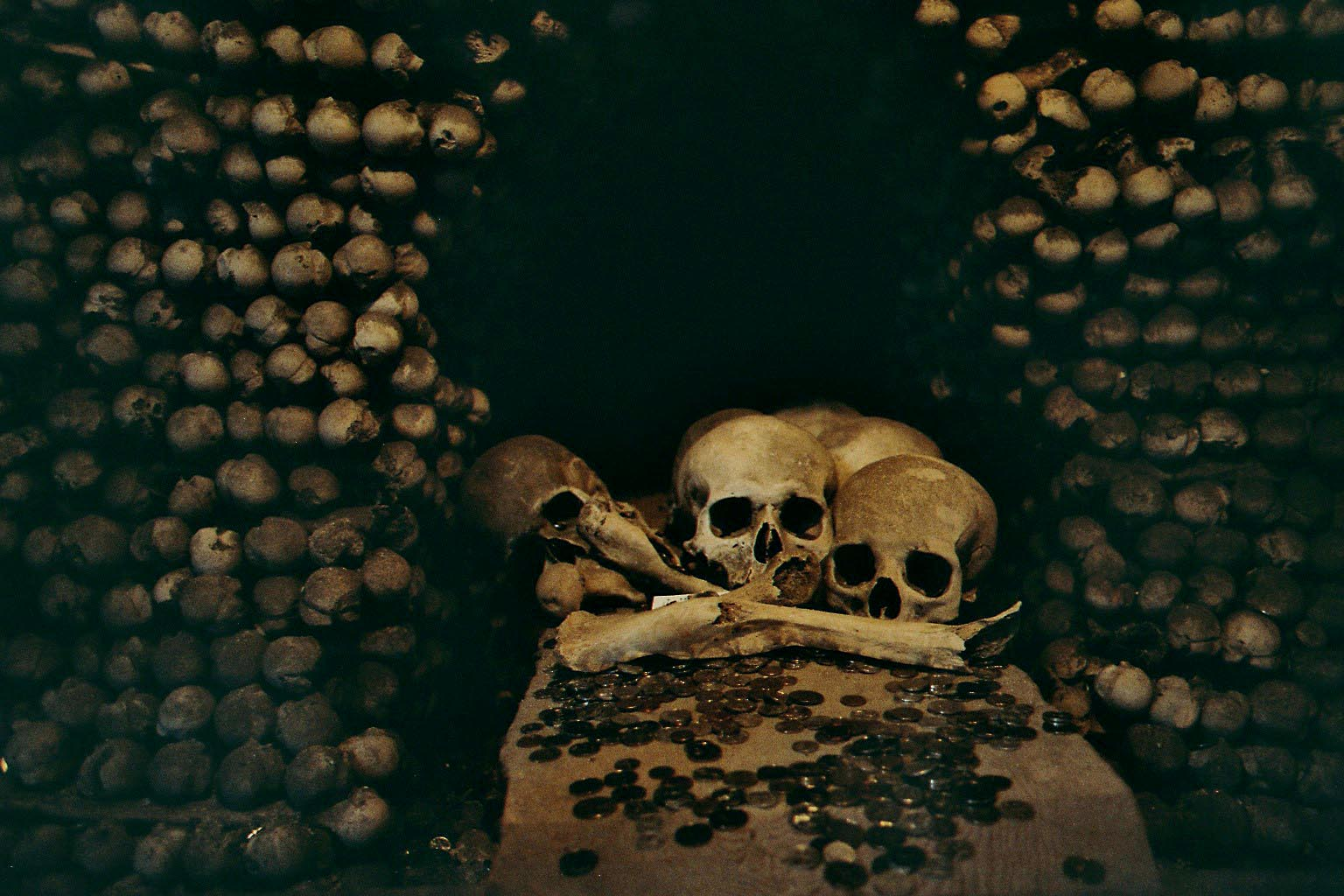
山積みされた人骨の様子

伝承によれば、シトー会セドレツ修道院の修道院長であったハインリヒなる人物が1278年、プシェミスル朝のボヘミア王オタカル二世によってエルサレムに使節として派遣された。ハインリヒは帰還に際してゴルゴダの丘の土を手に一杯持ち帰り、その土を修道院墓地に撒いた。このことにより、この墓地は神聖であるとされている。
このような言い伝えによりこの墓地は中央ヨーロッパ中の知るところとなり、セドレツ周辺のみならず、ボヘミアやポーランド、バイエルンからも埋葬希望者があらわれるようになった。14世紀中頃にはペスト大流行により約3万人がこの墓地に埋葬され、また15世紀のフス戦争では数千人の犠牲者が弔われ、セドレツ墓地はひっきりなしの拡大を余儀なくされていた。約3.5ヘクタールの共同墓地に、無数の死者が埋められた。

### 教会の建設
15世紀初頭、ゴシック様式の地上1階地下1階建ての教会が墓地の中央に建てられた。教会の建設工事に伴って埋葬者の一部が掘り起こされて亡骸が教会の建物の地下に運び込まれた。それ以来、教会の地下階が納骨堂として用いられるようになった。大きくなりすぎた墓地の規模を縮小するため、教会が完成したあとも死者の掘り起こしが続けられた。この作業は1511年の半盲のシトー会修道士の記録にはじまり、掘り出された人骨は納骨堂に整然と積み重ねられていった。堂内には、全部で約4万人分の人骨が納められた。

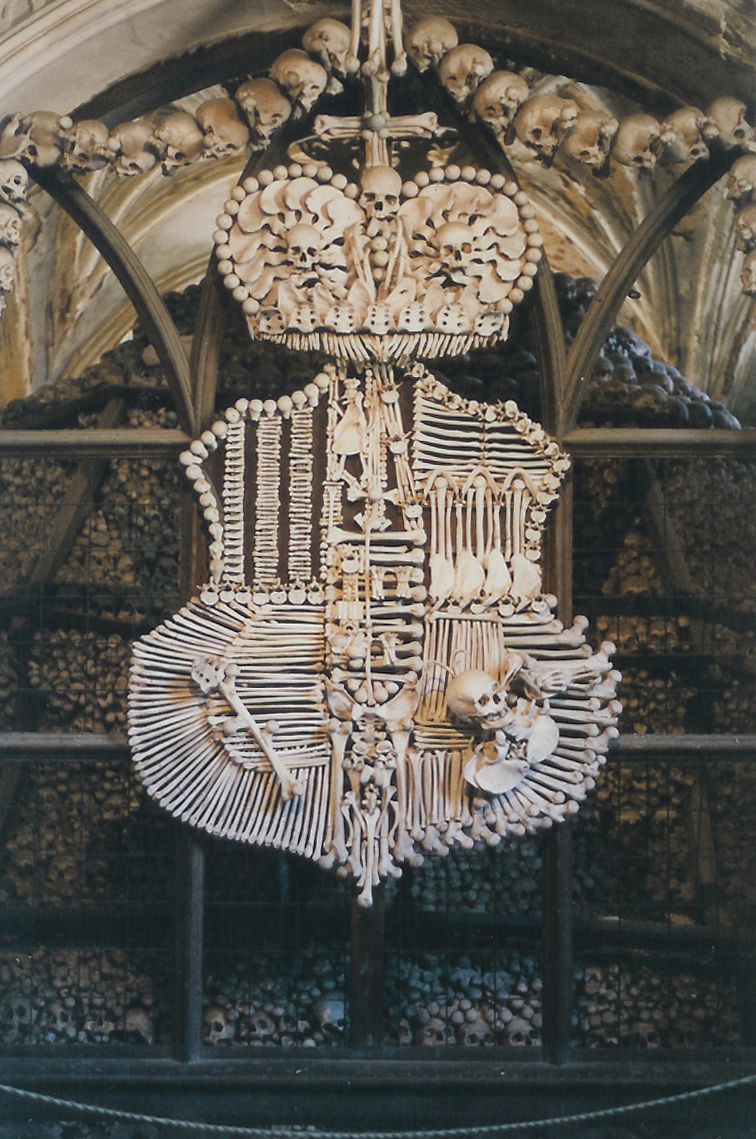
シュヴァルツェンベルク家の紋章

1703年から1710年にかけて、イタリア系チェコ人建築家のヤン・ブラジェイ・サンティニ・アイヒェル (Jan Blažej Santini Aichel) によって、教会地上部分と入り口がボヘミア後期バロック様式に改築された。神聖ローマ皇帝ヨーゼフ2世の改革により、侯爵の家系であったシュヴァルツェンベルク侯家がこの教会の後見となり、19世紀には教会を購入した。1870年、シュヴァルツェンベルク家はスカリツェ出身の木彫家フランティシェク・リント (František Rint) に尋常ならざる内装制作を依頼した。それは、制作の素材として木材ではなく、納骨堂に納められていた人骨を用いるというものであった。

## 内装

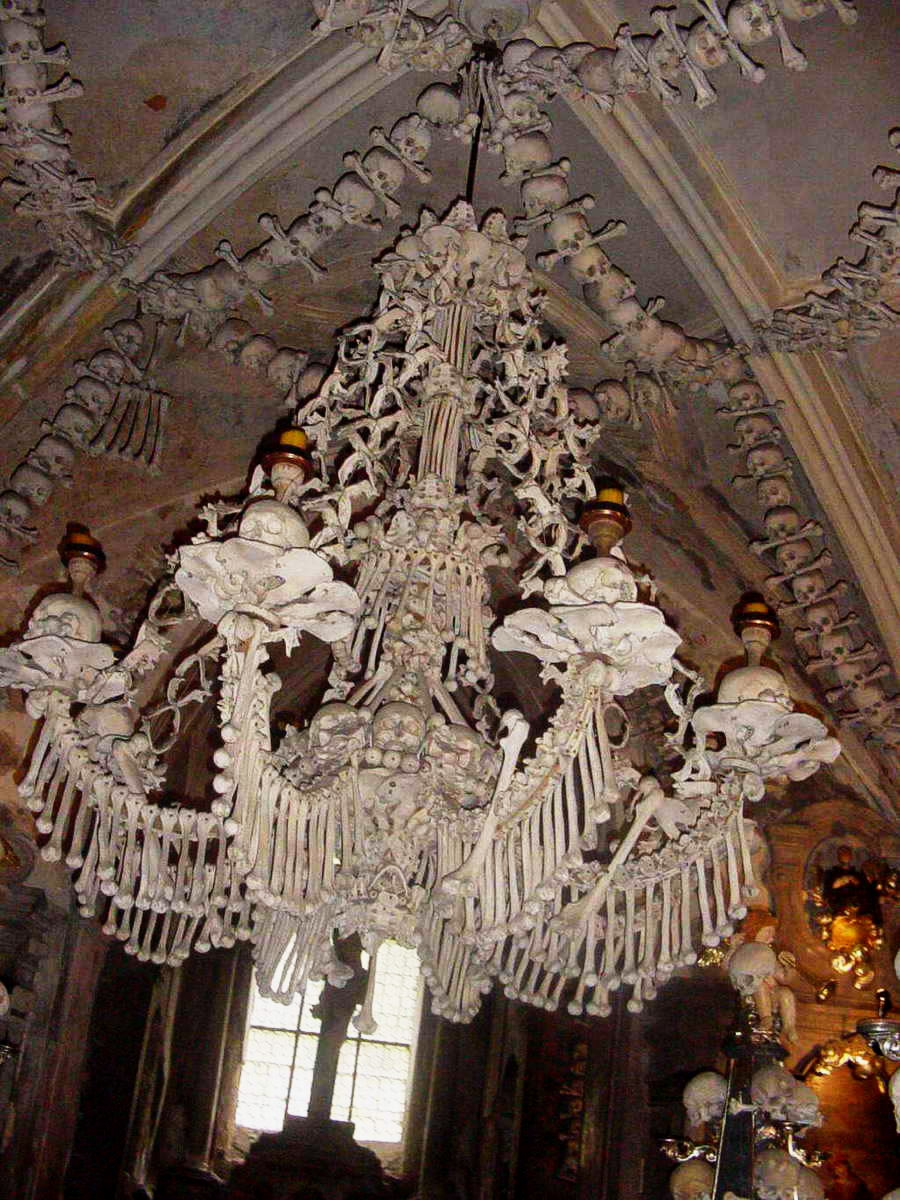
8腕のシャンデリア

リントは内装のすべてを、約1万人分の骨を用いて制作した。彼はまた、骨で形作ったアルファベットで自身の名前を階段出口の脇の壁に残している。

### 聖杯
教会の玄関口近くにある、地下堂へと通じる階段の降り口両側には、ほぼ等身大の二つの聖杯がある。そのうちの片方の杯には骨としゃれこうべでイエスのモノグラムがつくられている。

### 天井・壁面の装飾とシャンデリア、小尖塔
地下堂の中心には八腕のシャンデリアが吊り下げられている。このシャンデリアは、人体の骨格のうち、ほとんどすべての種類の骨を用いてつくられている。シャンデリアの下には、4つの小尖塔があり、それぞれに22のしゃれこうべがつけられている。天井の穹窿にはしゃれこうべと上腕骨でつくられた花環装飾がしつらえられている。同様の装飾は、壁飾りや、とくに迫持の部分にも見られる。

### 紋章
部屋の左側にはシュヴァルツェンベルク家の紋章が掛けられている。紋章の右下部には、一羽の大鴉の骸骨が戦場に斃れた兵士のしゃれこうべの左目を突いている飾りがある。カラスは、16世紀のオスマン帝国との戦いのシンボルであった。

### 納骨室と祭壇
納骨のための主たる部屋は隣室である。骨は円錐形に積まれて保管されており、全部で四つの巨大な円錐が半地下室の側廊を飾っている。中央祭壇の左右両脇の壁龕には二つの聖体顕示器が置かれている。しゃれこうべのうちでも、祭壇脇に据えられているいくつかのものは、フス戦争の戦いにおける死者であることが分かっている。当時の戦闘では、フレイルや大槌が武器として用いられていた。

## 映像化

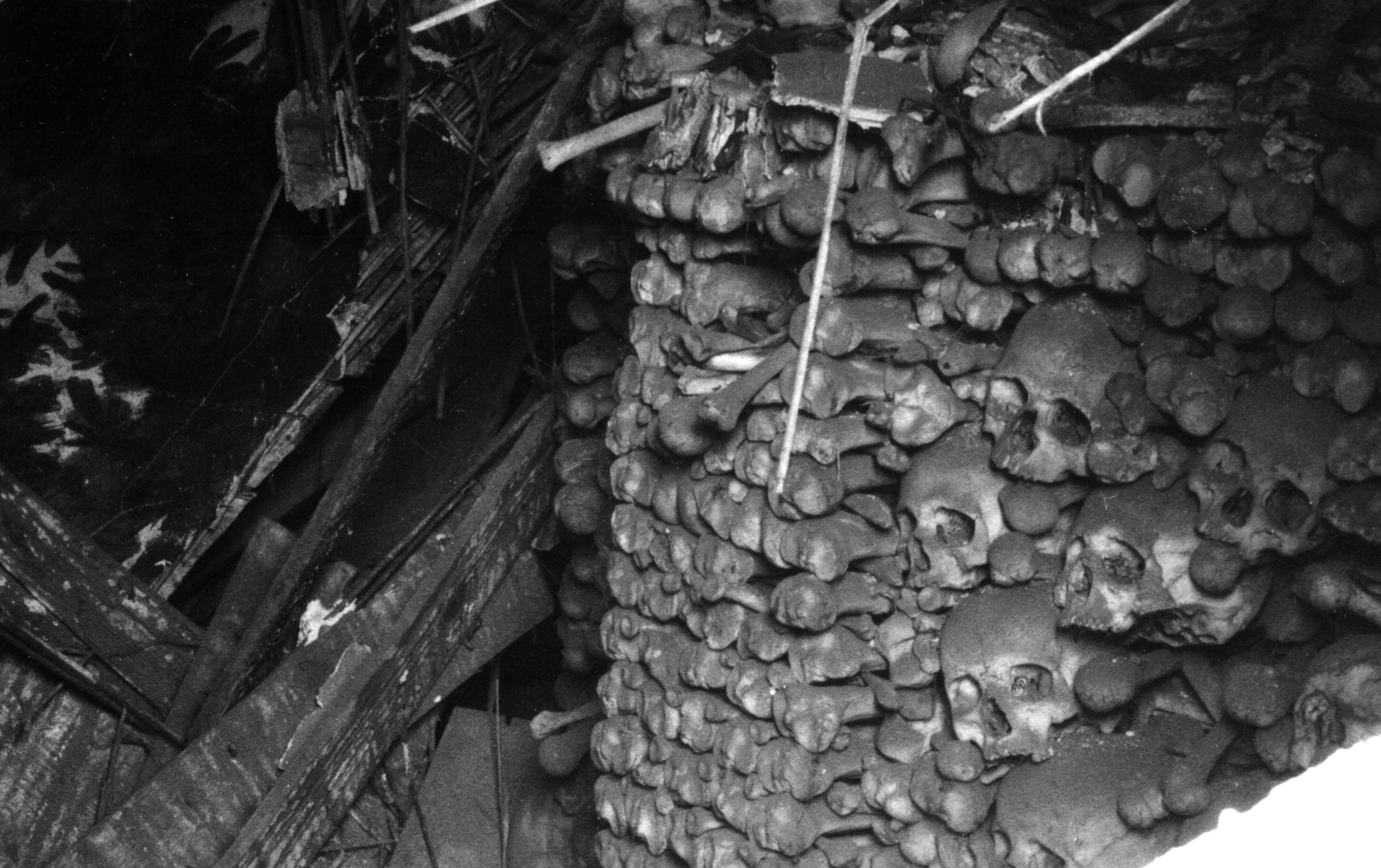
1990年の納骨堂

1970年、フランティシェク・リントによる納骨堂装飾の完成より100年にあたり、チェコ人の芸術家で映画監督のヤン・シュヴァンクマイエルが納骨堂のドキュメンタリー映画の撮影を請け負った。フィルムは丹念に編集され、女性の観光案内人による解説が付けられて『コストニツェ』（Kostnice, チェコ語で納骨堂の意）と題した約10分間のモノクロ映画が完成した。はじめフィルム冒頭には、"Comment dessiner le portrait d'un oiseau"（フランス語：「如何に小鳥を描きましょう」）と題したジャック・プレヴェールの献詩が挿入されていたが、後にシュヴァンクマイエルは字幕を修正して、短い前置きの解説音声とチェコの音楽家ズデニェク・リシュカのジャズ演奏に置き換えている。
2000年代に入ると、納骨堂に興味を持つ映画会社が増えてきた。2000年のファンタジー・アドベンチャー映画『ダンジョン&ドラゴン』（Dungeons & Dragons, アメリカ合衆国）では納骨堂が背景に用いられた。4年後の2004年にはイギリスのドキュメンタリー番組『Long Way Round』にも取り上げられている。

## ギャラリー

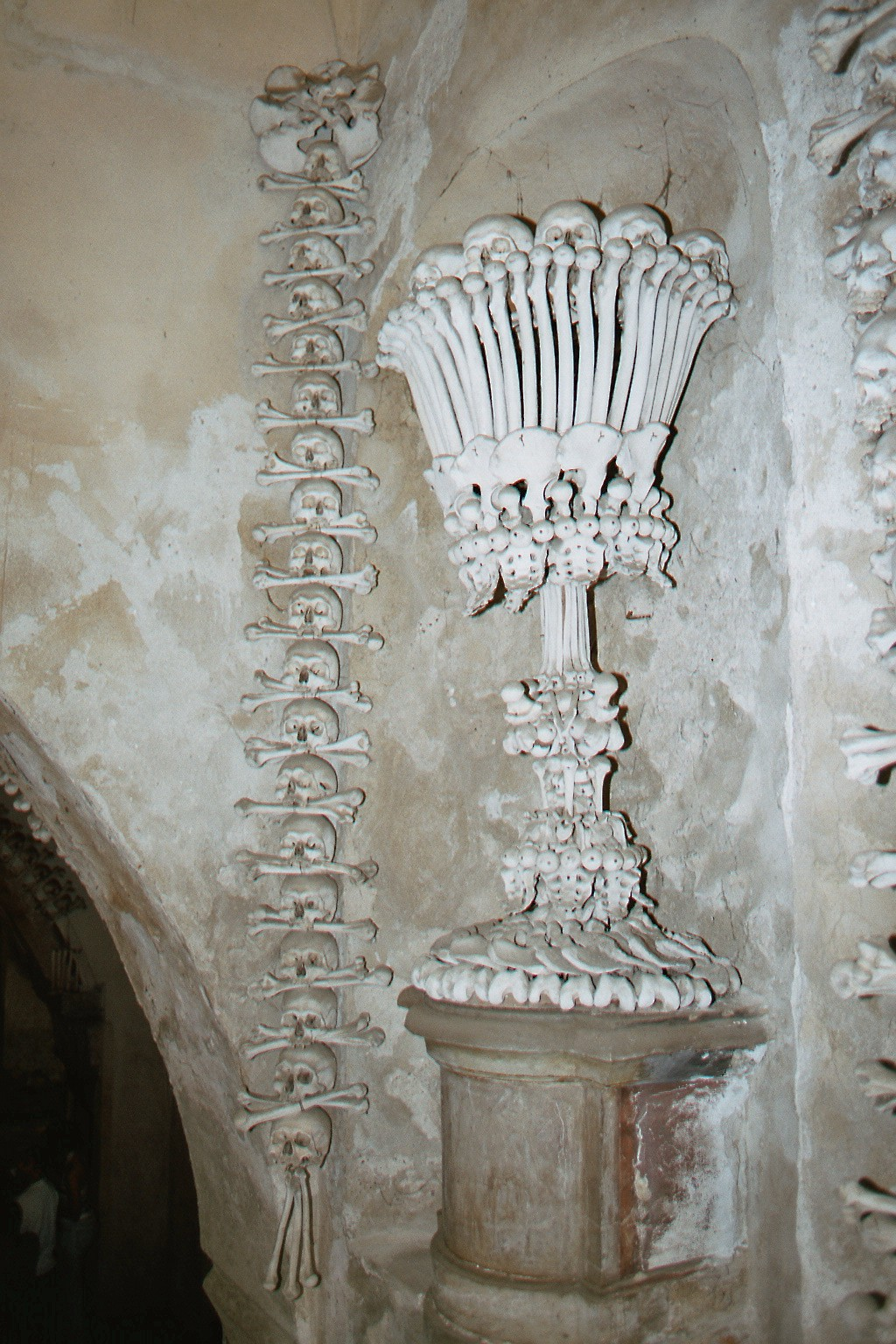
階段脇の聖杯
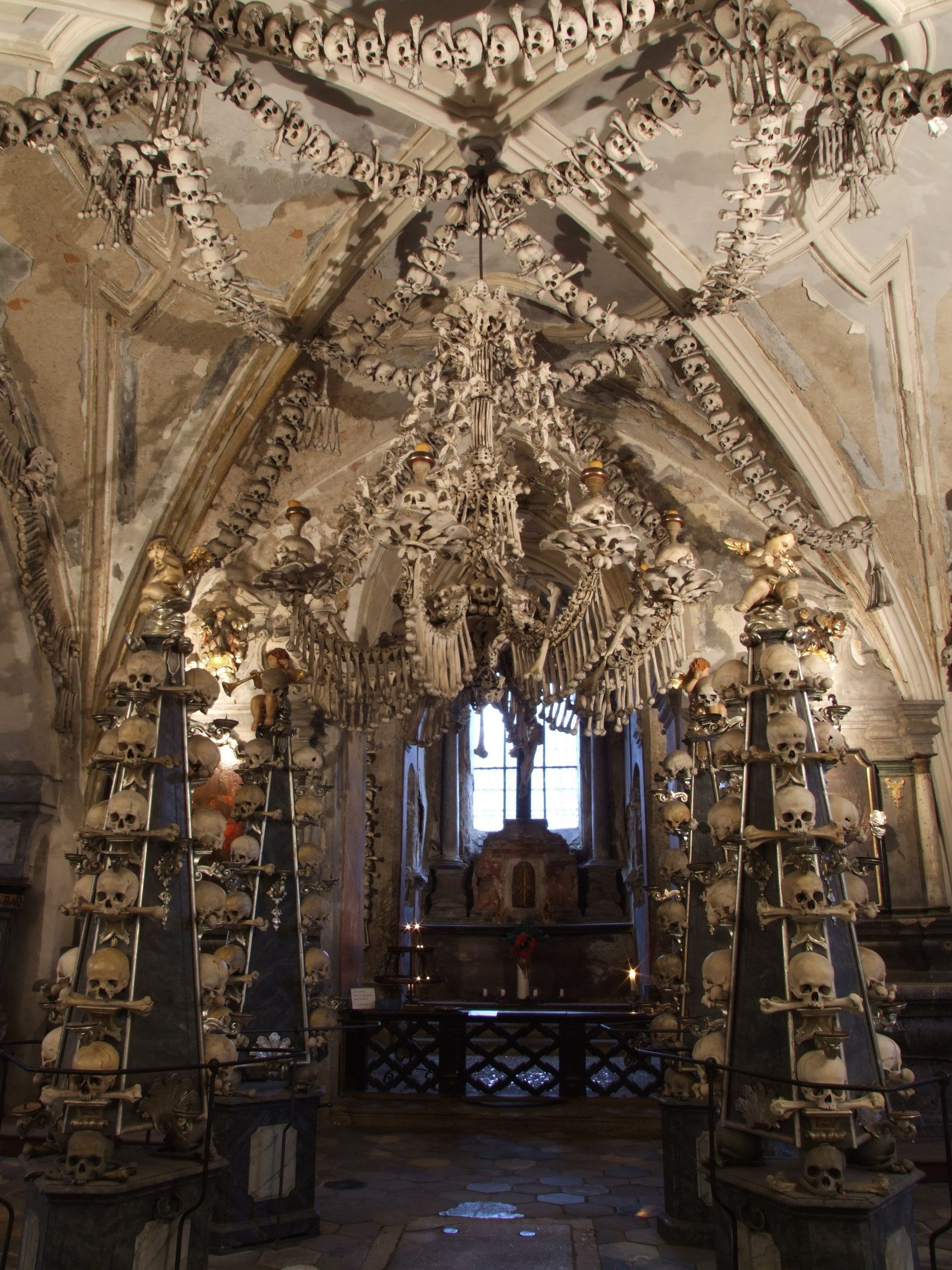
穹窿の花環装飾とシャンデリア、その下の小尖塔が見える
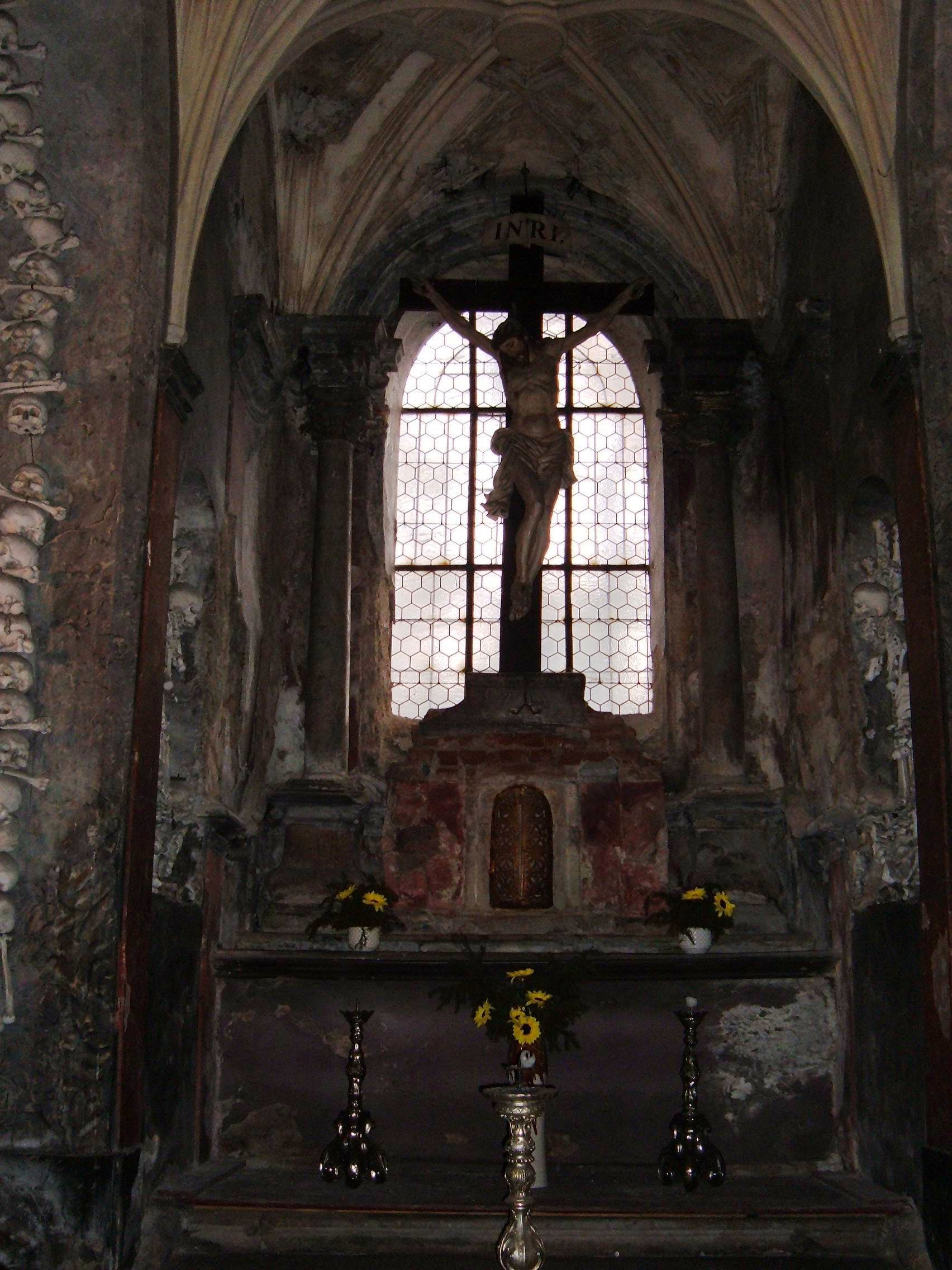
中央祭壇
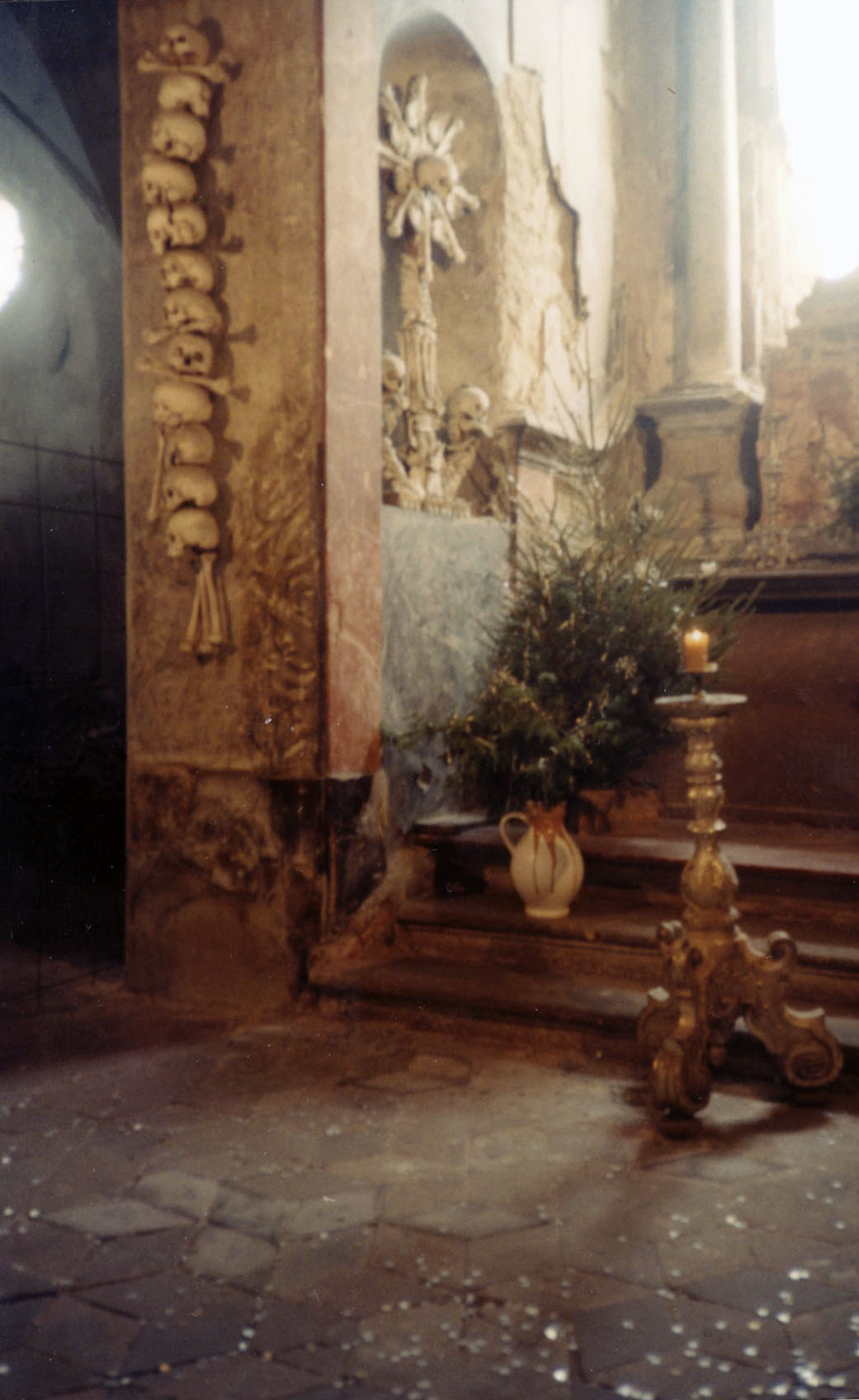
祭壇脇の聖体顕示器
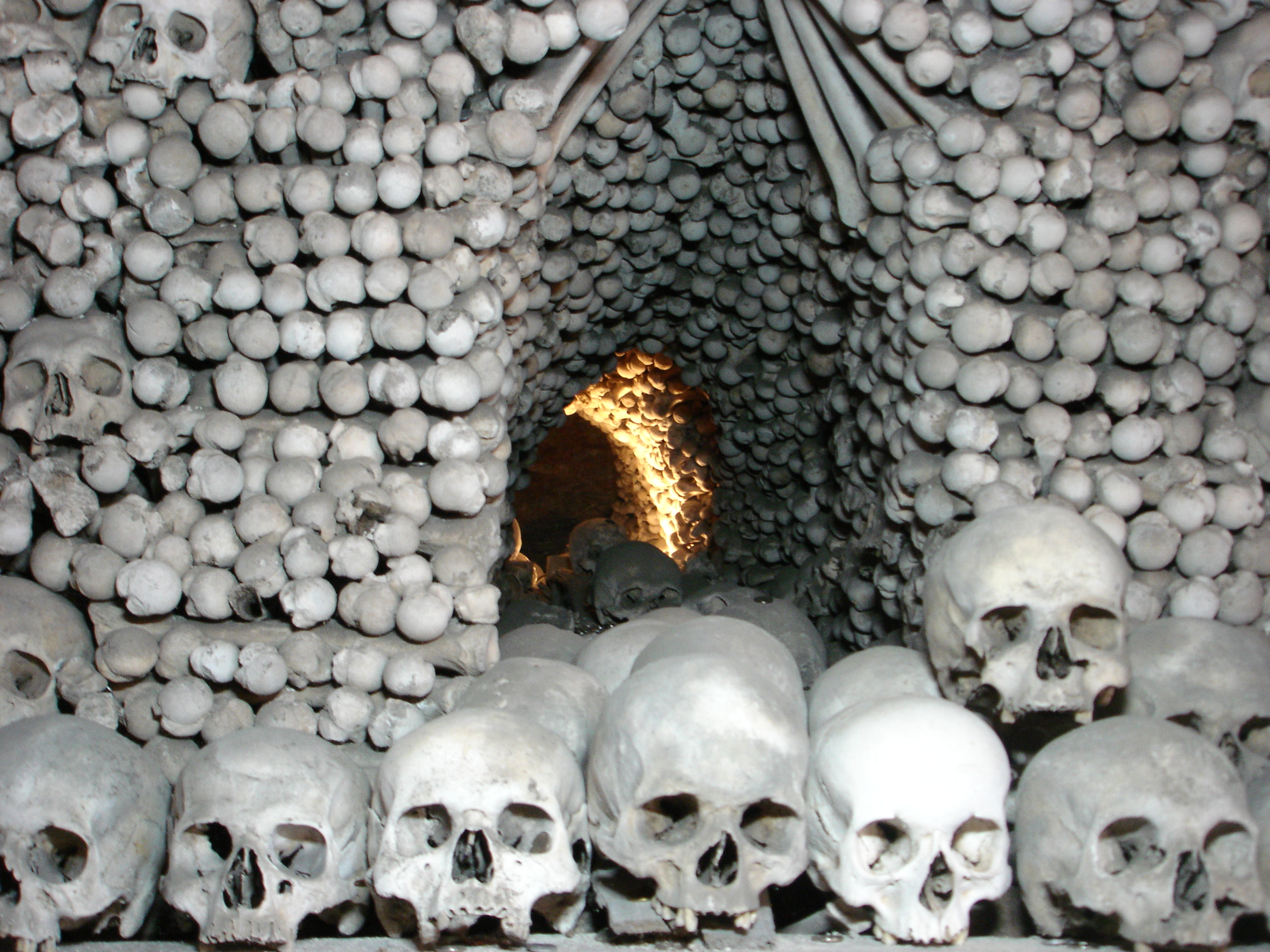
整然と安置された骨
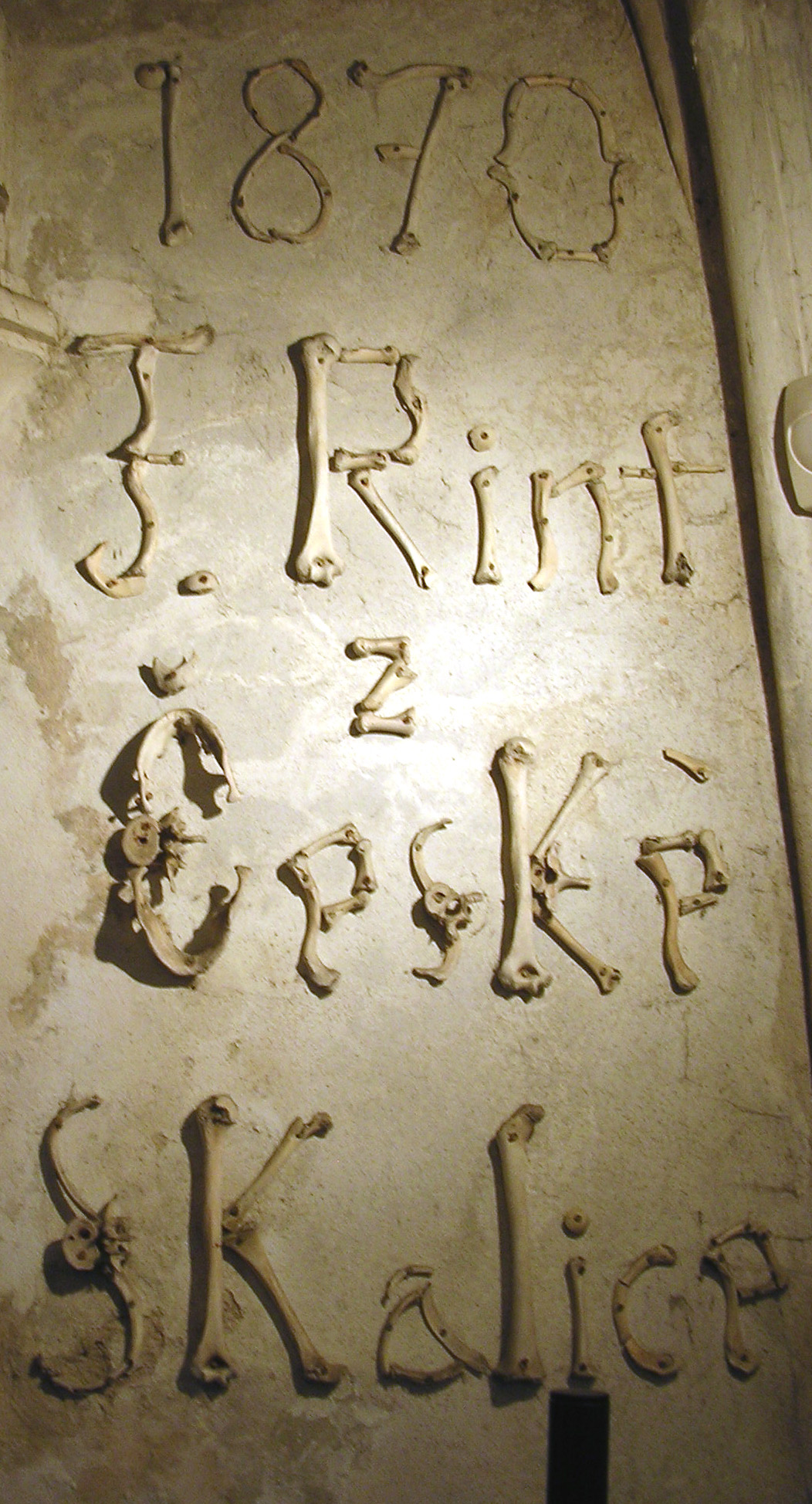
1870 F. Rint z Českè Skalice 1870年 チェスカー・スカリツェ出身のF.リント 内装制作者リントの名が骨でかたどられている。
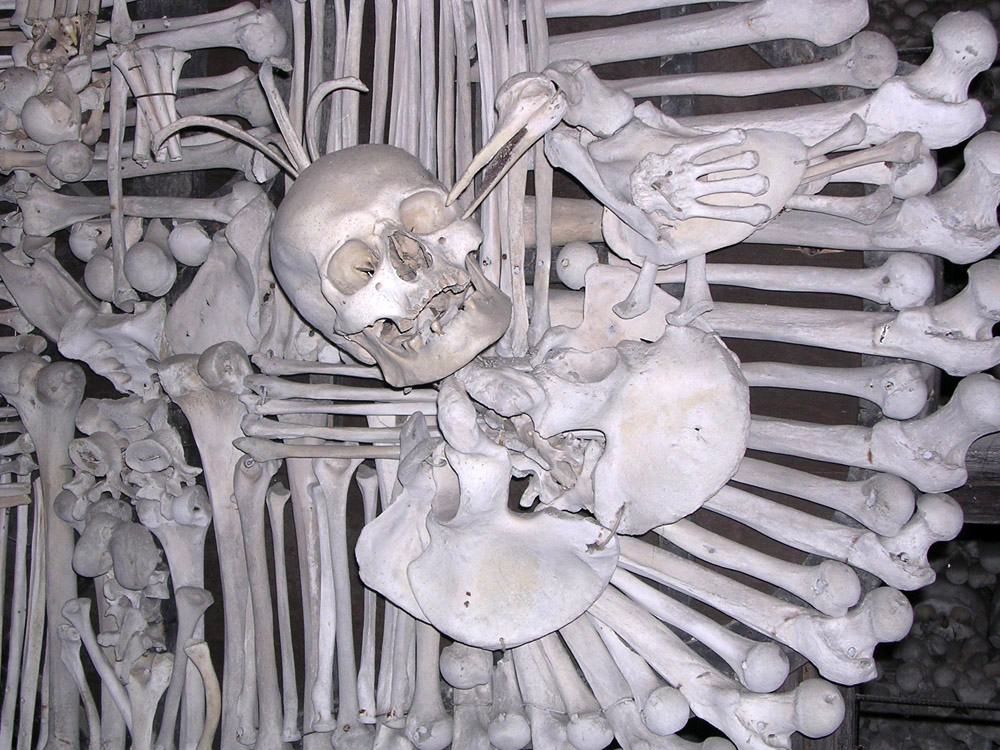